# Fodor László (történész)
Fodor László (Székelykeresztúr, 1928, február 8. – Gödöllő, 2009. június 4.) romániai magyar történész.

## Életútja
A középiskolát szülőhelyén végezte el, a Bolyai Tudományegyetemen szerzett történelem szakos képesítést. 1955-től a Román Kommunista Párt (RKP) Központi Bizottsága mellett működő Történelmi és Társadalompolitikai Tanulmányi Intézet kolozsvári munkatársa és tudományos főkutató volt.
A hazai munkásmozgalom történeti kérdéseit kutatta, tájékoztató közlései a Korunk, A Hét, Dolgozó Nő és Ifjúmunkás, szakcikkei román folyóiratok, így az Astra, Familia, Tribuna hasábjain jelentek meg. Szaktanulmányait a Studii, Anale, Probleme de Muzeografie, Studii și Articole de Istorie, Studia Universitatis Babeș-Bolyai, Acta Musei Napocensis és más szakfolyóiratok közölték. Több gyűjteményes kötet (50 de ani de la crearea Comisiei Generale a Sindicatelor din România, 1958; Greva generală din România, 1960; Marea Revoluție Socialistă din Octombrie și mișcarea revoluționară și democratică din România, 1967; În sprijinul Republicei Ungare a Sfaturilor, 1969; Documente din istoria mișcării muncitorești din România 1893-1900, 1969; Documente din istoria partidului comunist și a mișcării muncitorești revoluționare din România, 1970; Luptele revoluționare ale muncitorilor ceferiști și petroliști, 1971) és a Dicționar Enciclopedic Român társszerzője.
A brassói, marosvásárhelyi és nagyszebeni vasmunkások 1923-as harcairól írt a Din istoria luptelor greviste ale proletariatului din România IV. kötetében (1970), egy tanulmánya Adatok a székelyudvarhelyi céhek bomlásának kérdéséhez c. alatt a Székelykeresztúri Múzeum emlékkönyvében (Csíkszereda, 1974) jelent meg. Az észak-erdélyi néptömegek hozzájárulása hazánk felszabadításához a fasiszta uralom alól (1944. augusztus 23. – 1944. október 25.) című írását A magyar nemzetiség története és testvéri együttműködése a román nemzettel című kötet közölte 1976-ban (román és angol nyelven is megjelent).

## Kötetei
- Adalékok az erdélyi szakszervezeti mozgalom történetéhez 1848-1917 (Vajda Lajossal, román nyelven is, 1957);
- Október zászlaja alatt (Vajda Lajossal és Florian Pîrcălabbal, román nyelven is, Kolozsvár, 1957);
- A gyimesvölgyi parasztok felkelése 1934 (Titu Georgescuval, román nyelven is, 1960);
- Uzina Mecanică de Material Rulant "16 Februarie" Cluj (G. I. Jucannal, monográfia, Kolozsvár, 1970).